# Dębinka (Józefów)
Dębinka – dawniej samodzielna wieś, obecnie część miasta Józefów, w województwie mazowieckim, w powiecie otwockim. Leży w środkowej części miasta.
W latach 1867–1939 wieś w gminie Zagóźdź. W 1921 roku Dębinka (ze Świdrami Małymi) liczyła 190 stałych mieszkańców. 
20 października 1933 utworzono gromadę Dębinka w granicach gminy Zagóźdź, składającą się z wsi osady Dębinka, letniska Świdry Małe, folwarku Świdry Małe, osady Cieślinek, kolonii Dworek, letniska Wille-Emiljanów, wsi Urzecze i towarzystwa Falenica.
1 kwietnia 1939 w związku ze zniesieniem gminy Zagóźdź, gromadę Dębinka włączono do gminy Letnisko Falenica w tymże powiecie.
Podczas II wojny światowej w Generalnym Gubernatorstwie, w dystrykcie warszawskim. W 1943 gromada Dębinka (w gminie Falenica) liczyła 268 mieszkańców.
15 maja 1951, w związku ze zniesieniem gminy Falenica Letnisko (i włączeniem jej większej części do Warszawy), gromada Dębinka weszła w skład gminy Józefów.
1 lipca 1952 w związku z likwidacją powiatu warszawskiego, gminę Józefów (z Dębinką) przeniesiono do nowo utworzonego powiatu miejsko-uzdrowiskowego Otwock, gdzie została przekształcona w jedną z jego ośmiu jednostek składowych – dzielnicę Józefów. Tego samego dnia do gromady Dębinka włączono niezabudowaną część Świdrów Wielkich, t.zn. część, która nie weszła w skład Otwocka.
Dzielnica Józefów przetrwała do końca 1957 roku, czyli do chwili zniesienia powiatu miejsko-uzdrowiskowego Otwock i przekształcenia go w powiat otwocki. 1 stycznia 1958 dzielnicy Józefów nadano status osiedla, przez co Dębinka stała się integralną częścią Józefowa, a w związku z nadaniem Józefowowi praw miejskich 18 lipca 1962 – częścią miasta.